# 송정역 (부산)
송정역(Songjeong station, 松亭驛)은 부산광역시 해운대구 송정동에 있는 동해선 광역전철의 전철역이다. 2013년 12월 2일 현 역사로 이전하였으며, 이 역에 정차한 무궁화호 열차는 광역철도 고상홈 앞에 설치된 임시 저상홈에 정차하였었고 2016년 12월 9일 시간표 개정과 함께 모든 무궁화호 무정차 통과하였다가, 12월 30일부터 동해선 광역전철 개통과 함께 영업을 재개하여 광역철도가 운행된다. 이 역부터 태화강역까지 지상 구간이다.

## 역사
- 1934년 12월 16일 : 동해남부선 해운대 ~ 좌천 개통과 함께 영업 개시[3]
- 1941년 6월 1일 : 보통역으로 승격
- 1976년 7월 10일 : 화물 취급 중지[4]
- 1976년 12월 23일 : 역사 신축 준공
- 1994년 1월 1일 : 소화물 취급 중지[5]
- 2006년 12월 4일 : 송정역사 등록문화재 302호로 지정
- 2013년 12월 2일 : 수영 ~ 기장 간 이설사업 개통으로 인해 현위치(부산진 기점 23.7 km)로 역사 이전[6]
- 2014년 12월 1일 : 송정동 주민센터 및 송정동 예비군중대 임시 이전
- 2015년 12월 30일 : 송정동 주민센터 및 송정동 예비군 중대 철수
- 2016년 12월 9일 : 무궁화호 무정차 통과
- 2016년 12월 30일 : 동해본선으로 편입, 영업거리를 부산진 기점 22.8 km로 변경[7], 광역철도 개통과 함께 무배치간이역으로 격하 및 전철역이 됨.[8]
- 2017년 12월 18일 : 화물 취급 중지[9]
- 2029년개통 목표로 추진중 오시리아선 2호선 연장선 1단계 구간이다

## 역 구조
2면 4선의 쌍섬식 승강장을 갖추고 있으며, 화물 취급을 위한 측선이 구비되어 있다. 현재 스크린도어가 설치되어 있다.
송정역 부본선 정차(평일만 정차)
상행(1번홈)_#K8524 도착 10:05 출발 : 10:11
통과열차 : KTX-이음 #703
하행(4번홈)_#K8531 도착 :11:20 출발 :11:25
통과열차 : KTX-이음 #710
- 반대편횡단 : 가능

### 승강장
| ↑ 신해운대      |
| １２ \| ３４ \| |
| 오시리아 ↓      |

|      | ● 동해선 광역전철                    |
| 1, 2 | 신해운대 · 교대 · 거제 · 부전 방면   |
| 3, 4 | 오시리아 · 기장 · 일광 · 태화강 방면 |
|      |                                      |

## 역 주변
| 나가는 곳 | 방면                                                                     |
| --------- | ------------------------------------------------------------------------ |
| 1         | 송정초등학교 송정휴먼시아2단지아파트 송정동행정복지센터 해운대송정우체국 |
| 2         | 송정동행정복지센터 송정삼거리 주차장                                     |

## 승차량 변동
| 역 노선 | 역 노선 | 일평균 인원수 (명/일) | 일평균 인원수 (명/일) | 일평균 인원수 (명/일) | 일평균 인원수 (명/일) | 일평균 인원수 (명/일) | 일평균 인원수 (명/일) | 일평균 인원수 (명/일) | 일평균 인원수 (명/일) | 주 석  |
| 역 노선 | 역 노선 | 2016년                | 2017년                | 2018년                | 2019년                | 2020년                | 2021년                | 2022년                | 2023년                | 주 석  |
| ------- | ------- | --------------------- | --------------------- | --------------------- | --------------------- | --------------------- | --------------------- | --------------------- | --------------------- | ------ |
| 동해선  | 승차    | 659                   | 1,069                 | 1,239                 | 1,346                 | 1,065                 | 1,200                 | 1,520                 | 1,574                 | [ 10 ] |
| 동해선  | 하차    | 664                   | 1,037                 | 1,164                 | 1,269                 | 1,024                 | 1,179                 | 1,538                 | 1,620                 | [ 10 ] |

## 구 역사
구 역사는 건축 당시 원형을 유지하고 있고, 1940년대의 전형적인 역사건축의 형태를 보이고 있어 건축사적 가치를 인정받았다. 역 전체가 국가등록문화재 제302호로 지정되어 문화재청이 관리하고 있다. 그리고 지금은 바다열차(통근열차 아님)가 송정~우동 구간에서 운행중이다.

## 사진

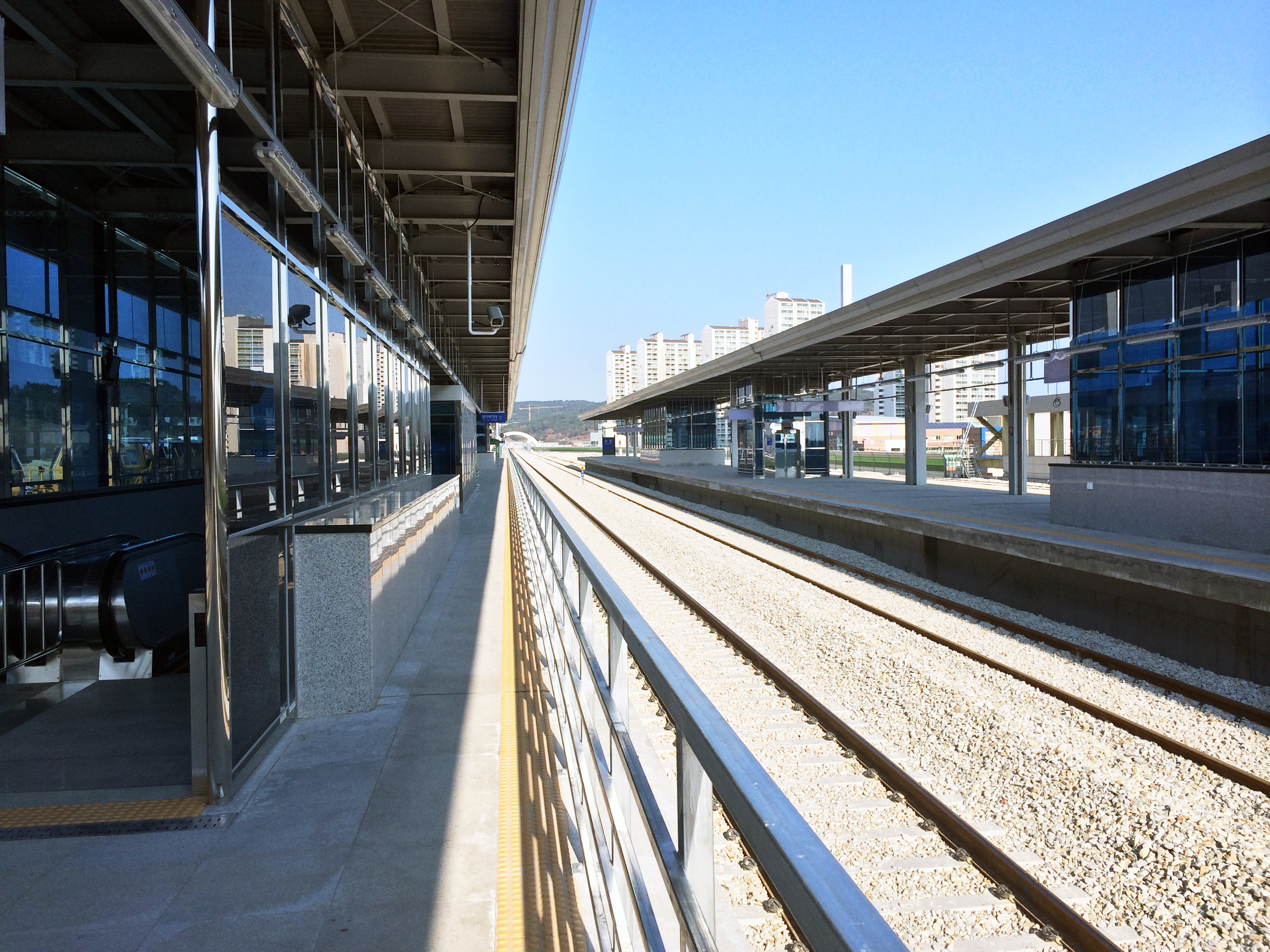
전철 승강장 (스크린도어 설치 전)
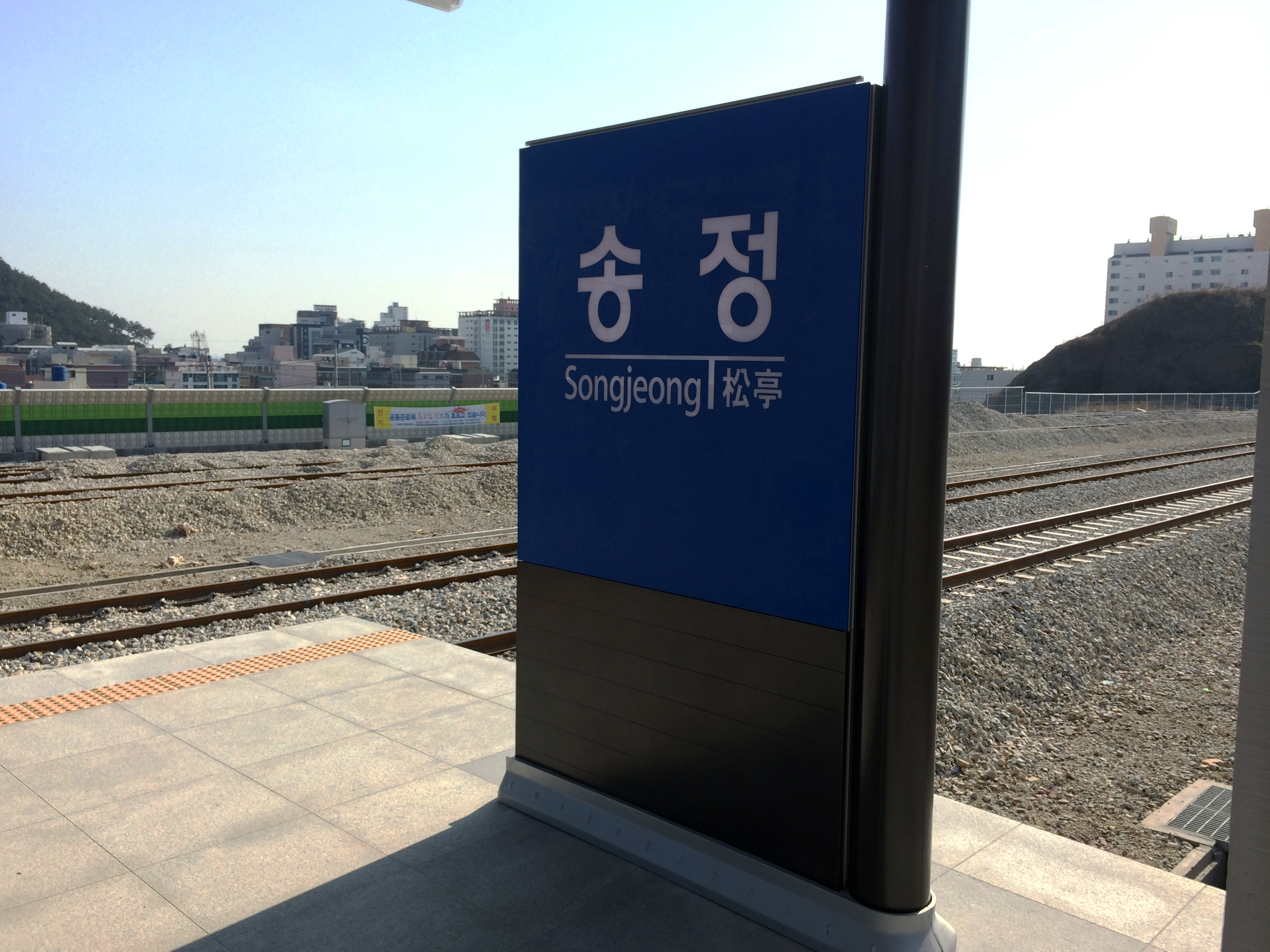
승강장 끝 역명판
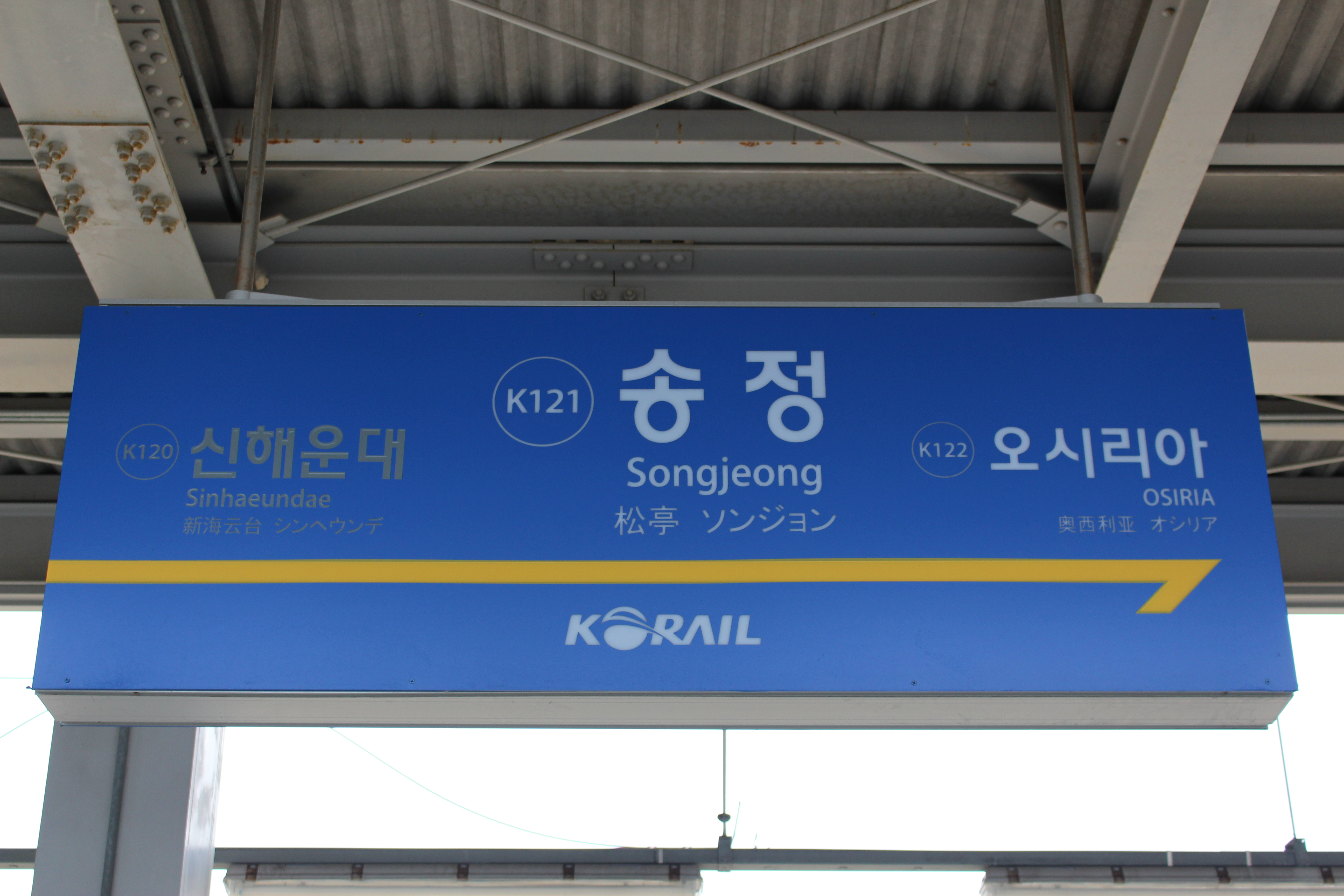
역명판
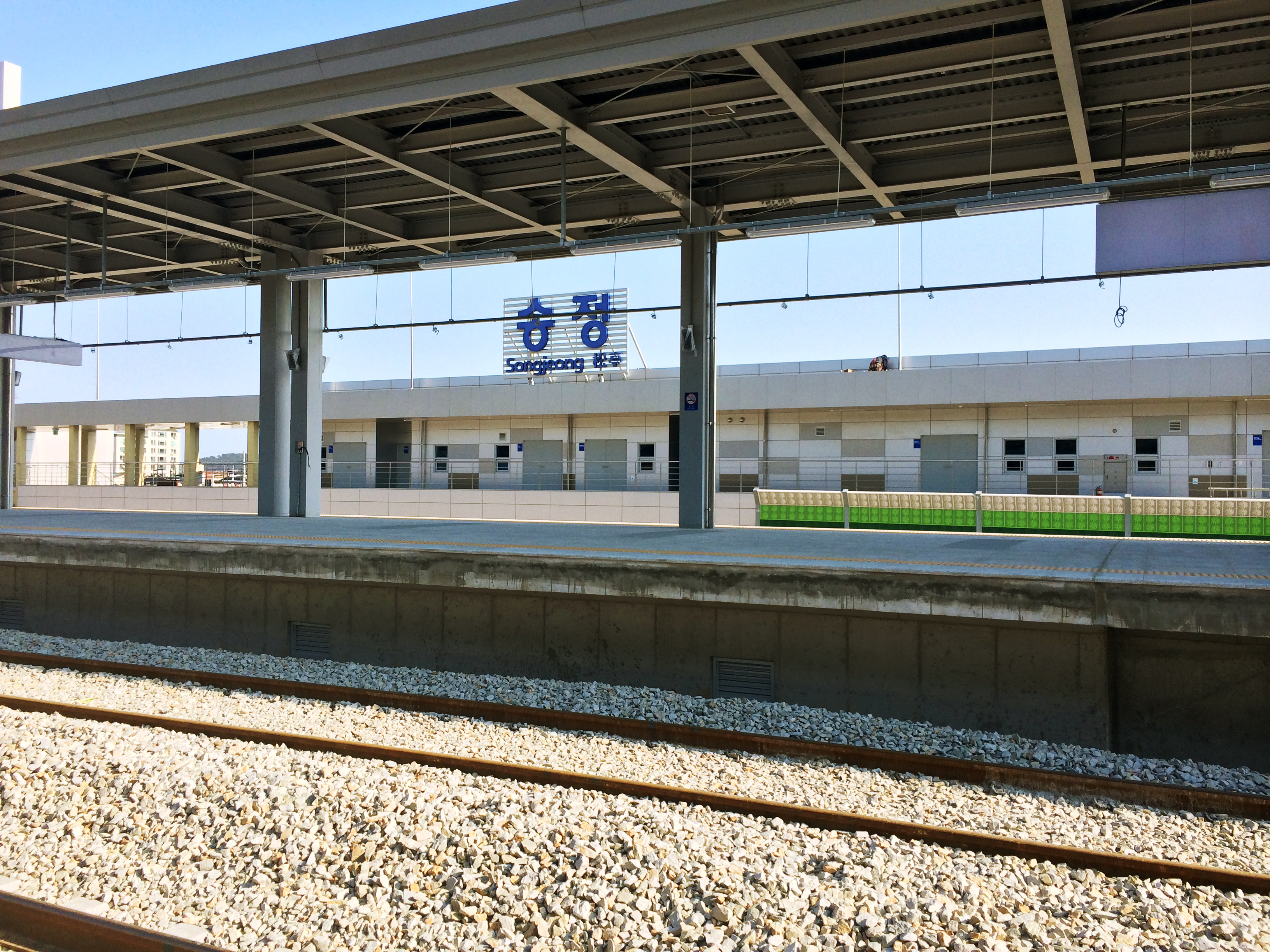
선로측
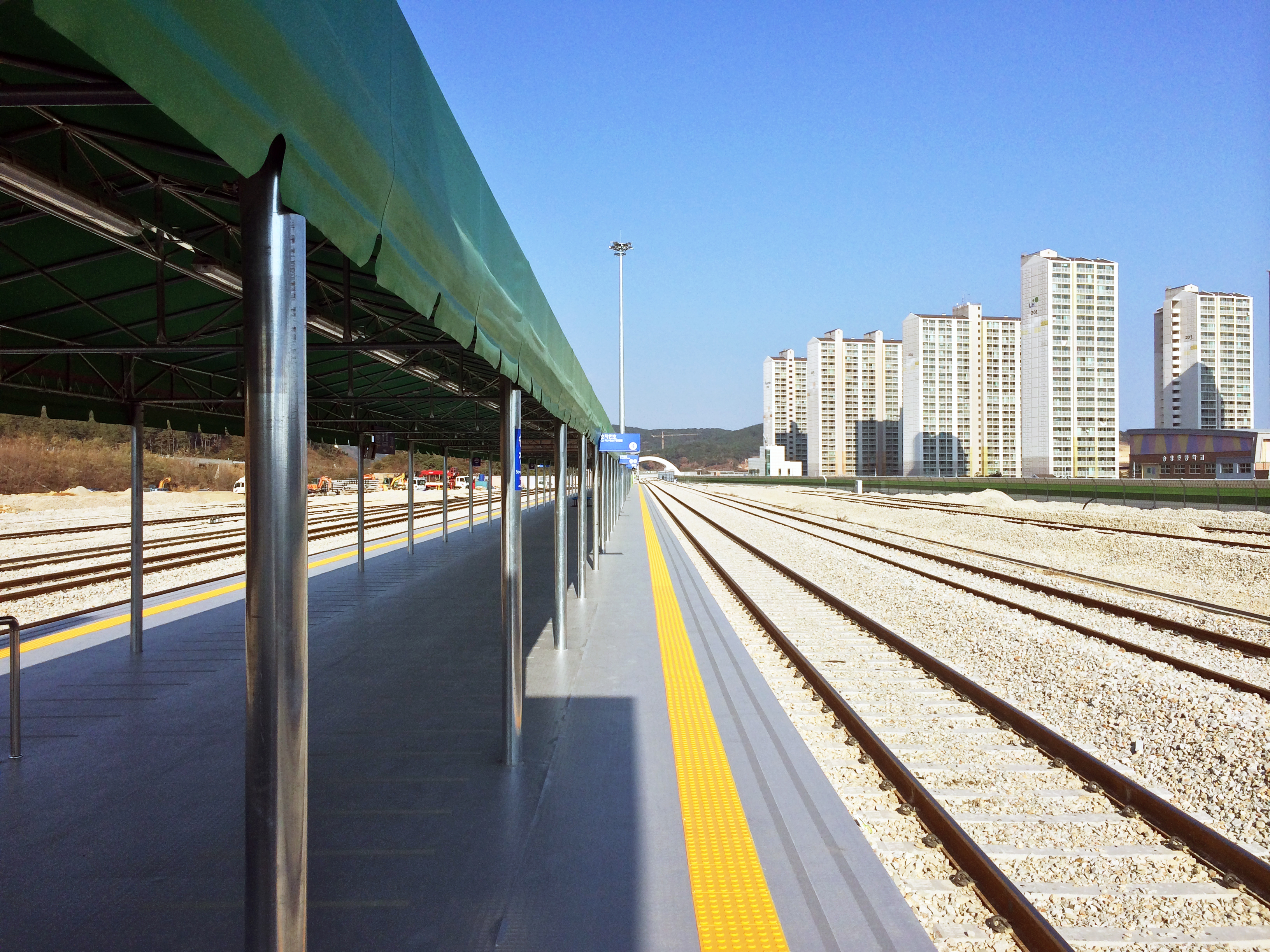
신역사 임시 저상홈
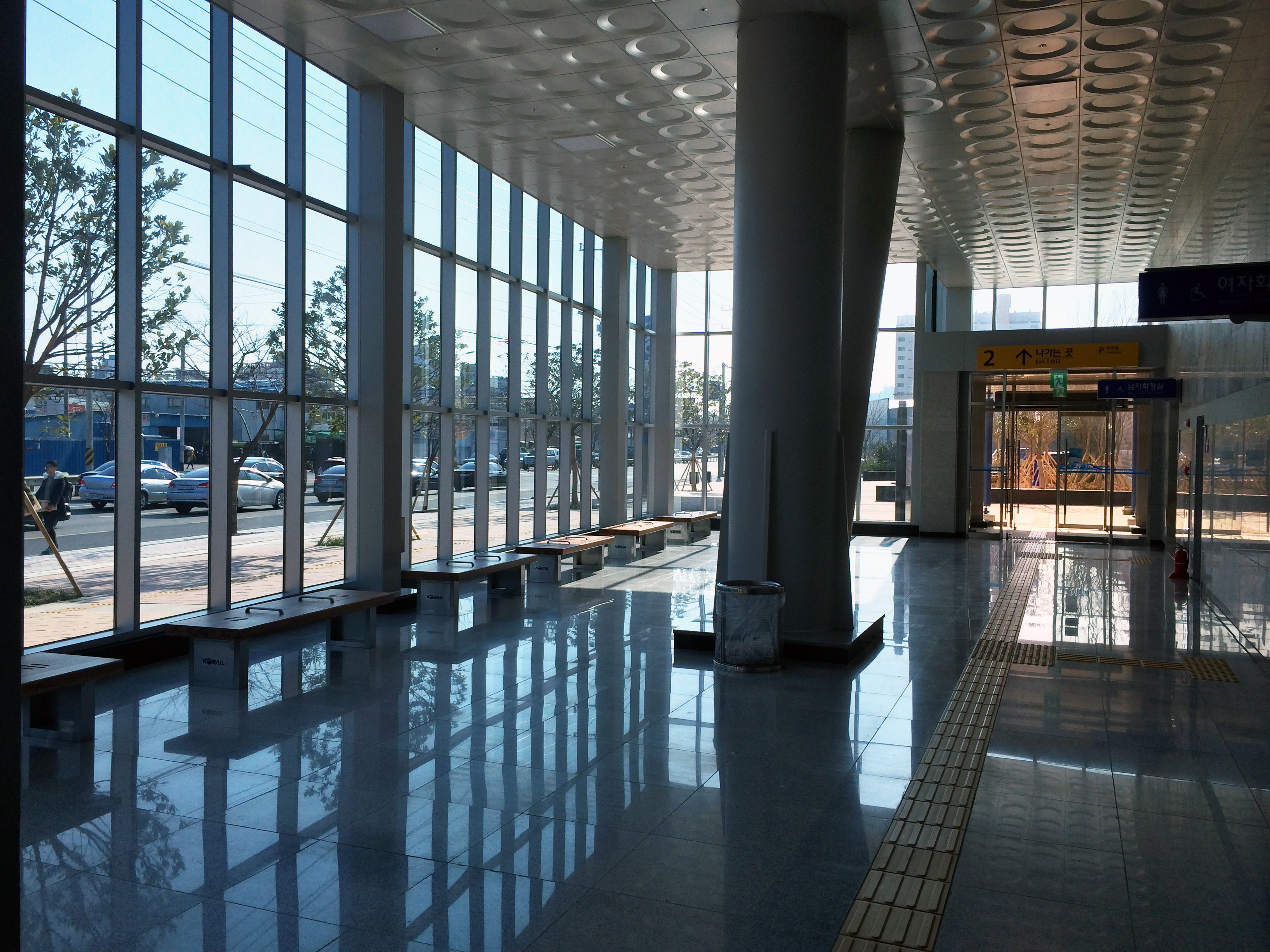
대합실
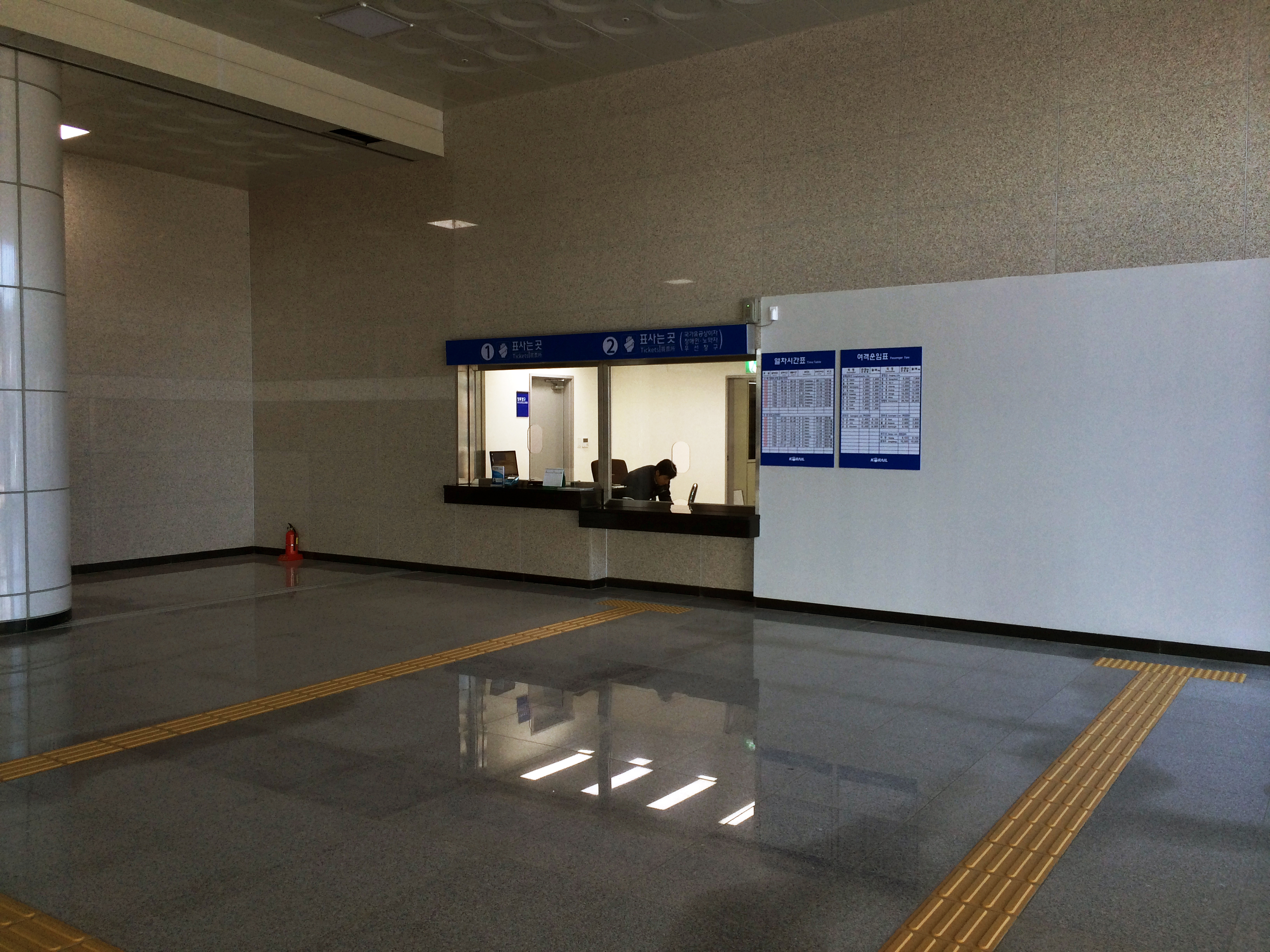
매표소
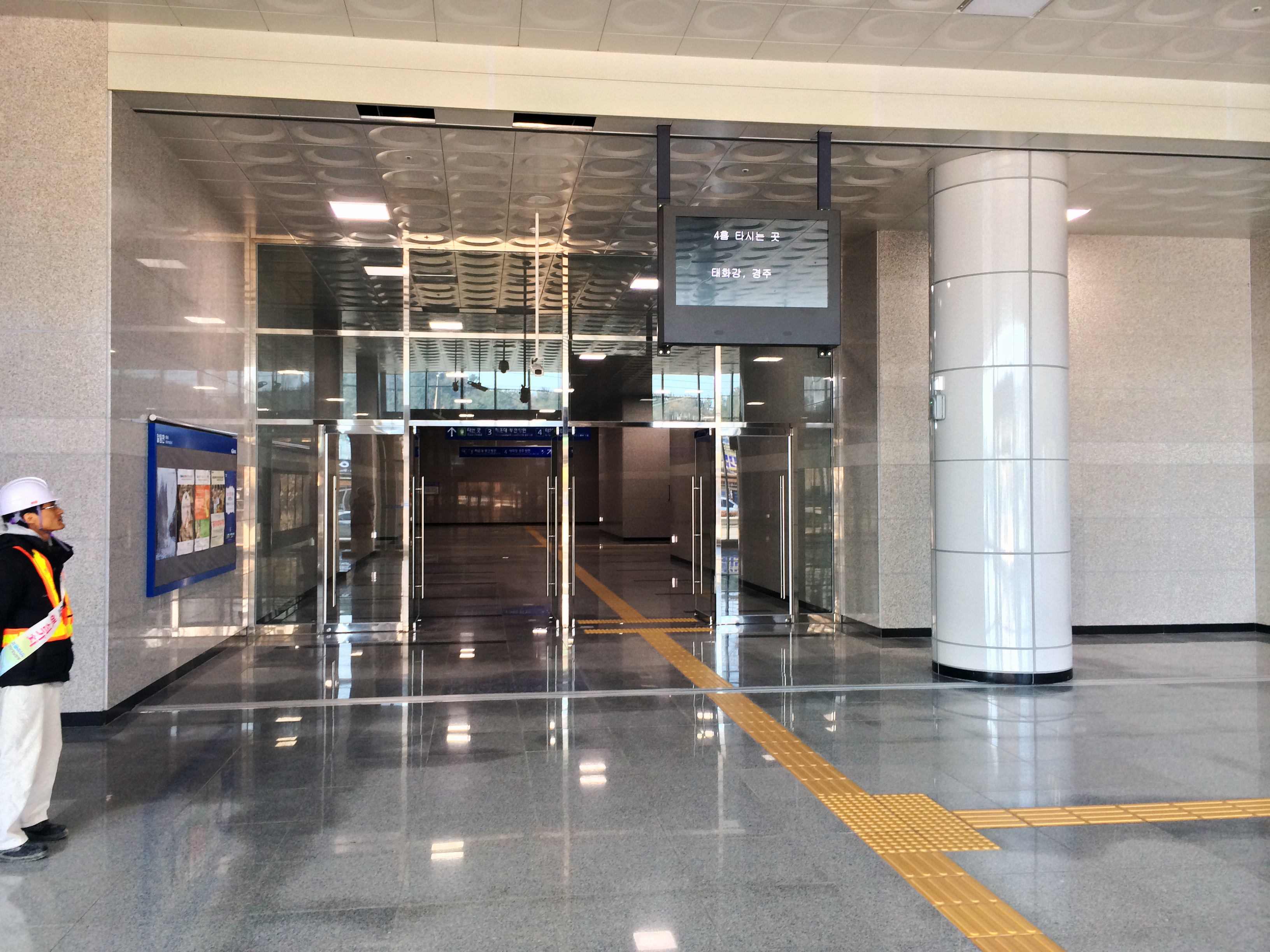
개찰구
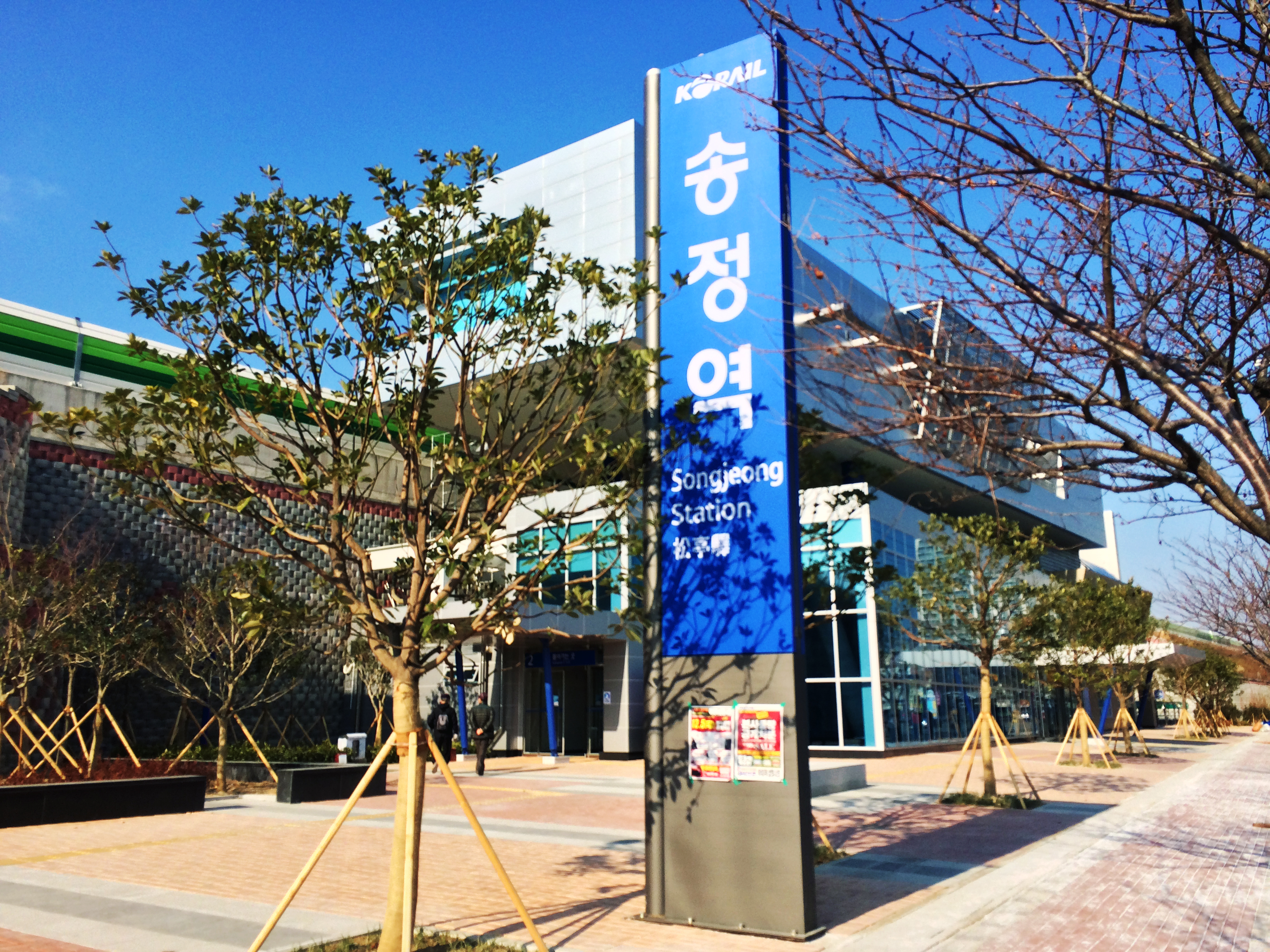
폴사인
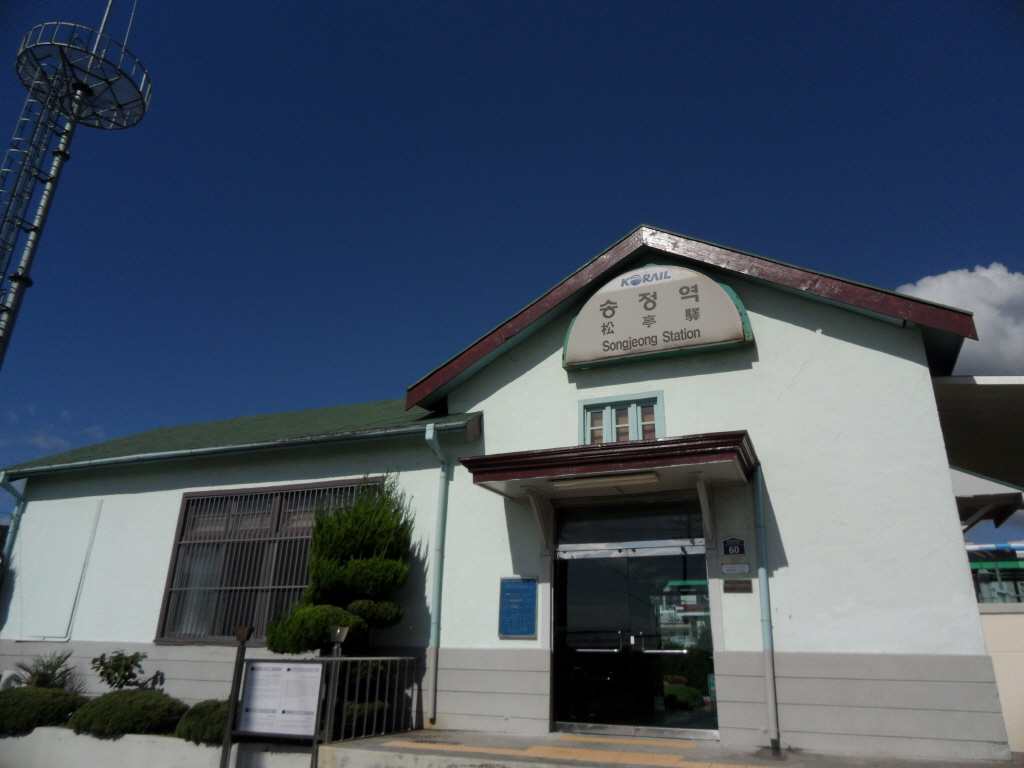
구역사 외측
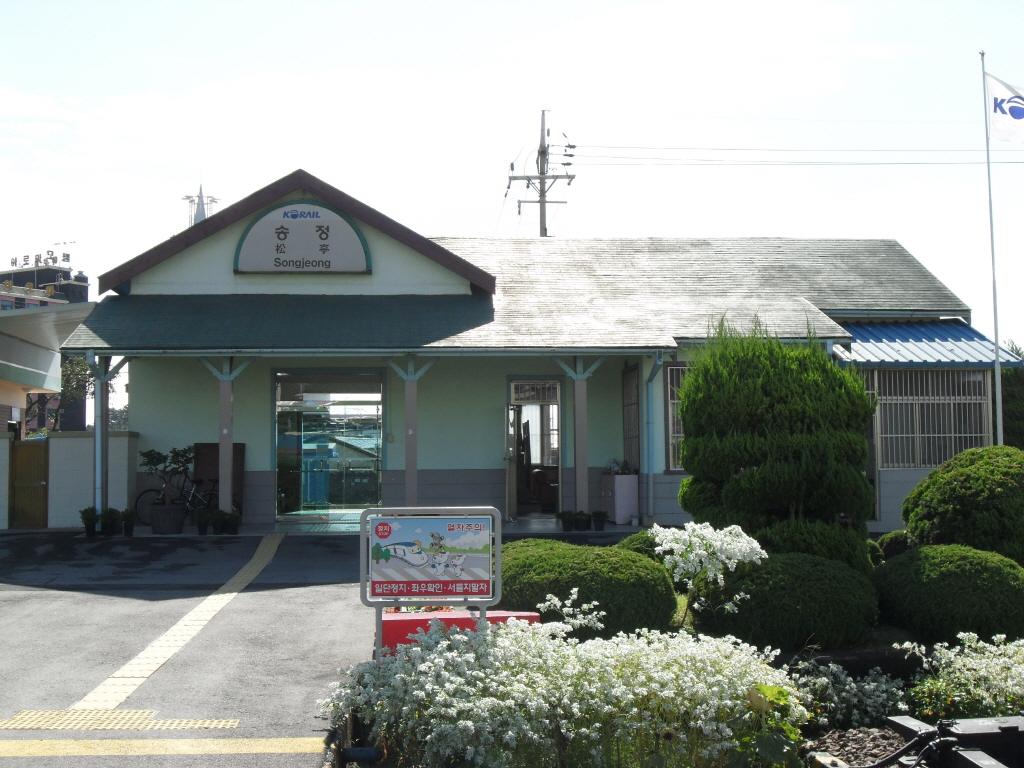
구역사 선로측
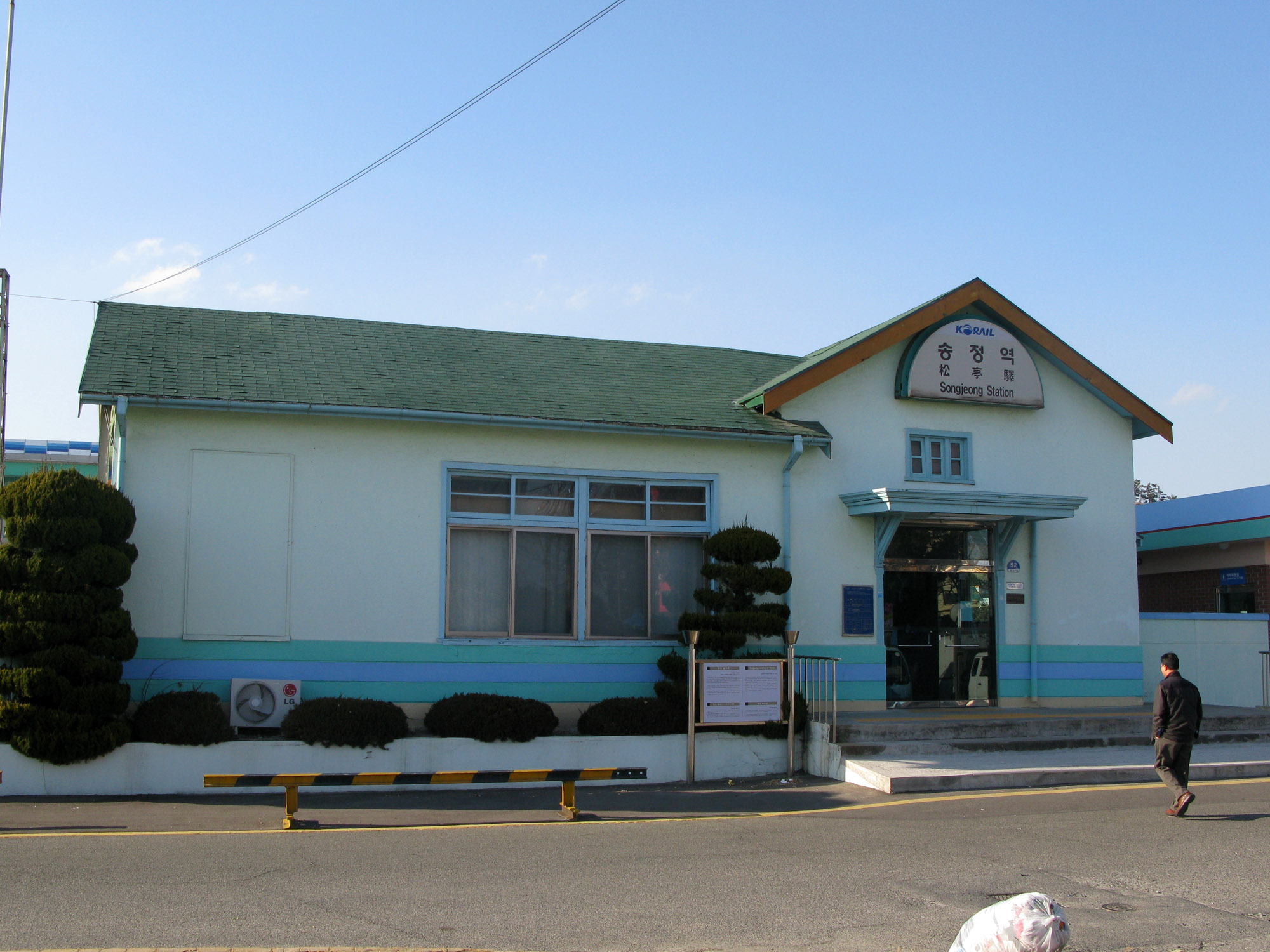
구.송정역사
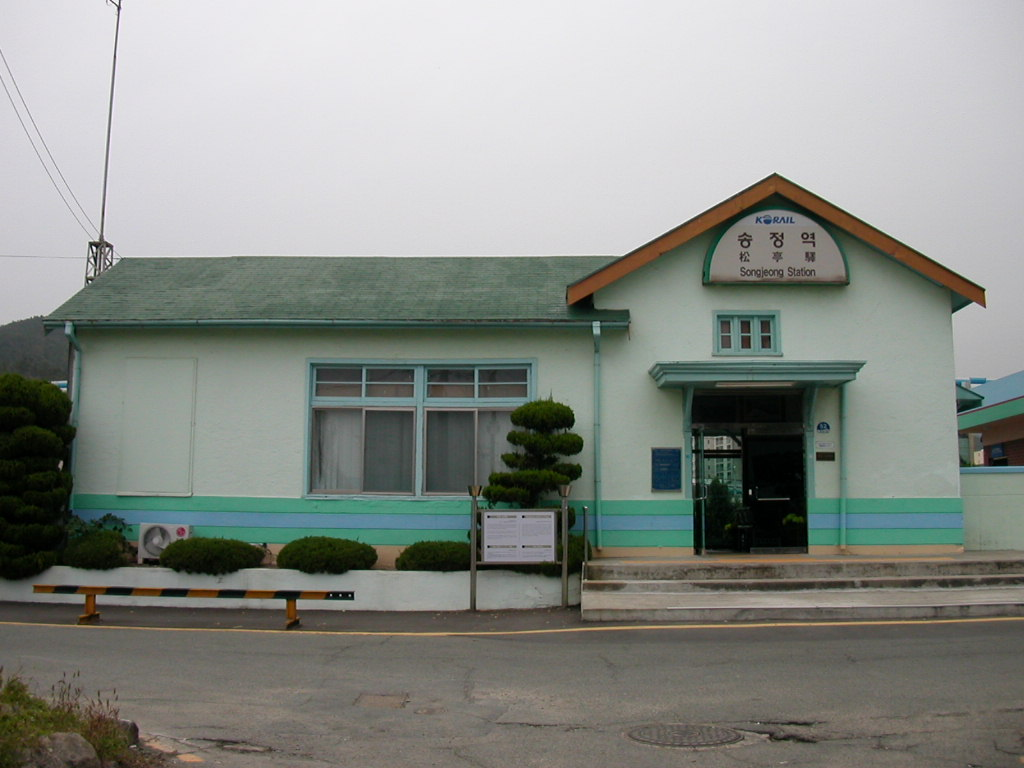
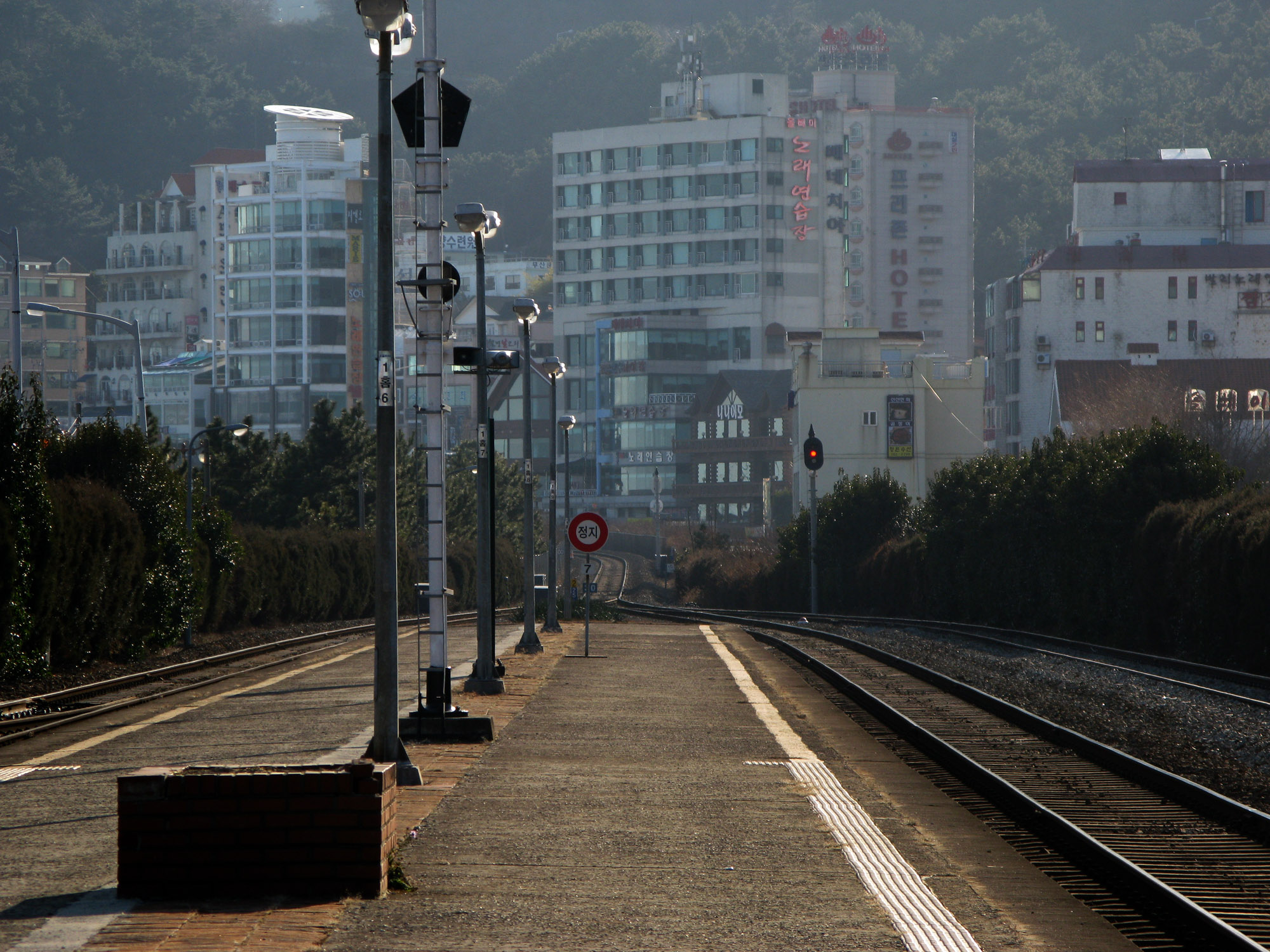
승강장(구역사)
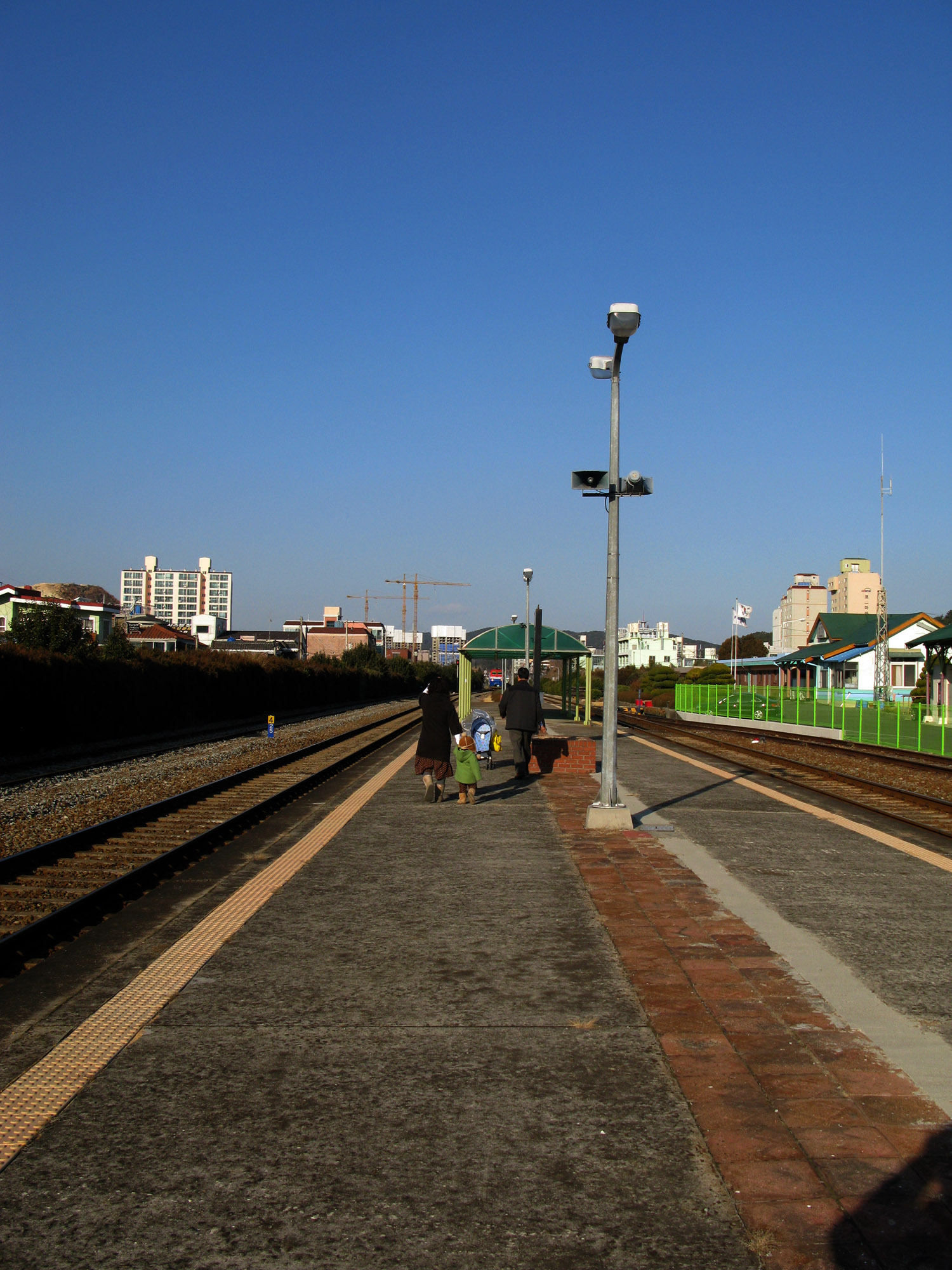
승강장(구역사)
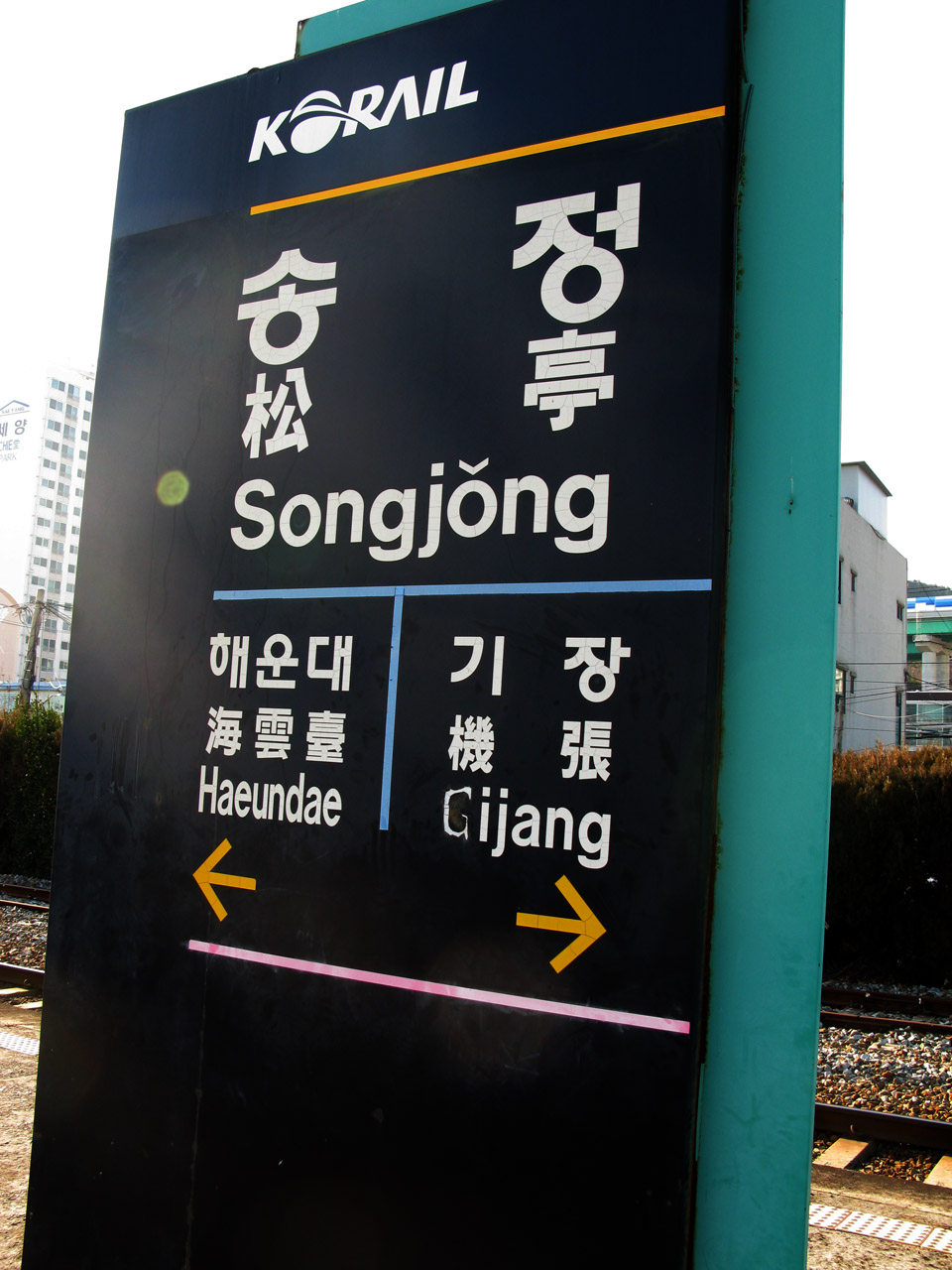
역명판(구역사)
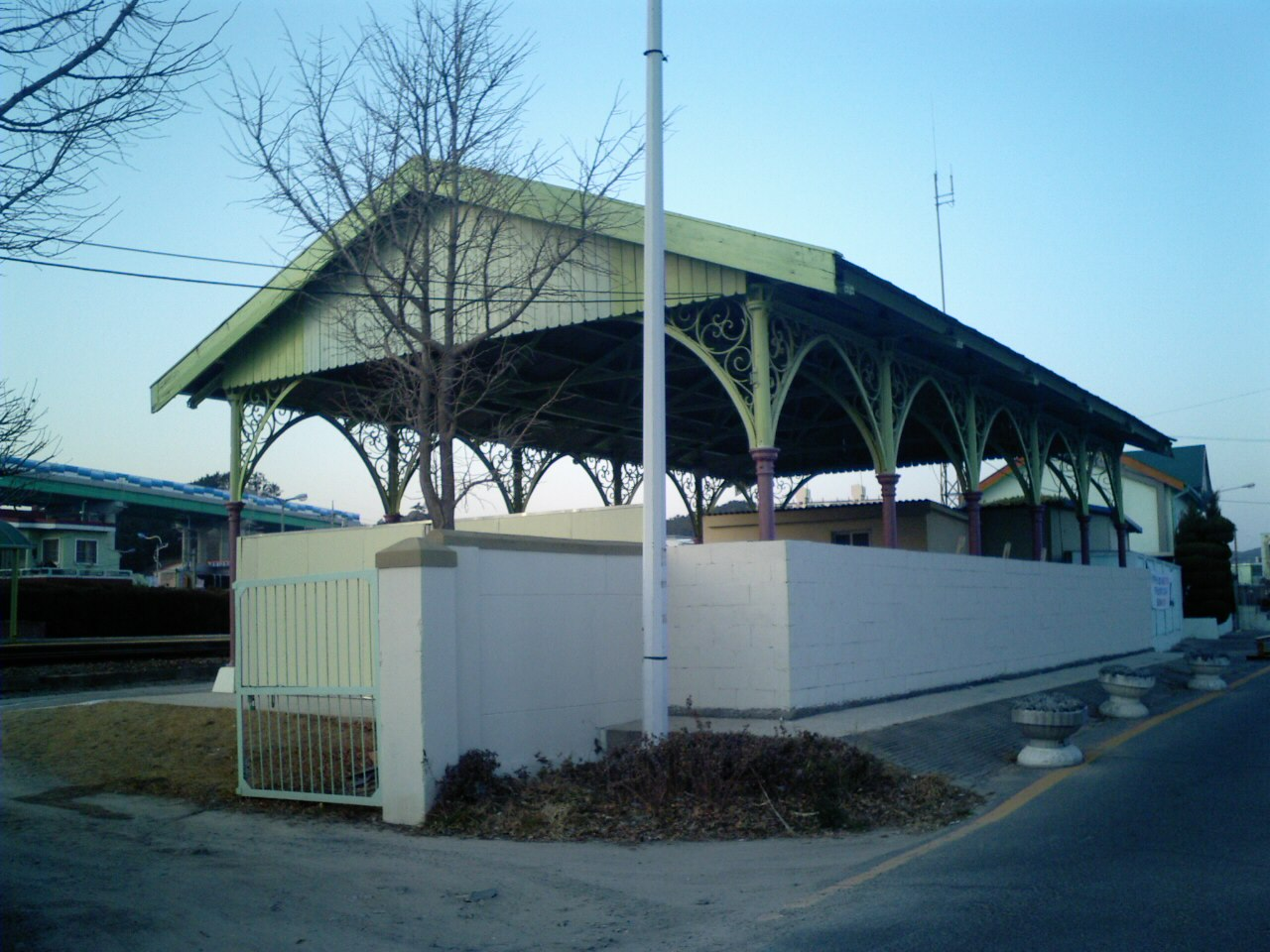
창고(구역사)
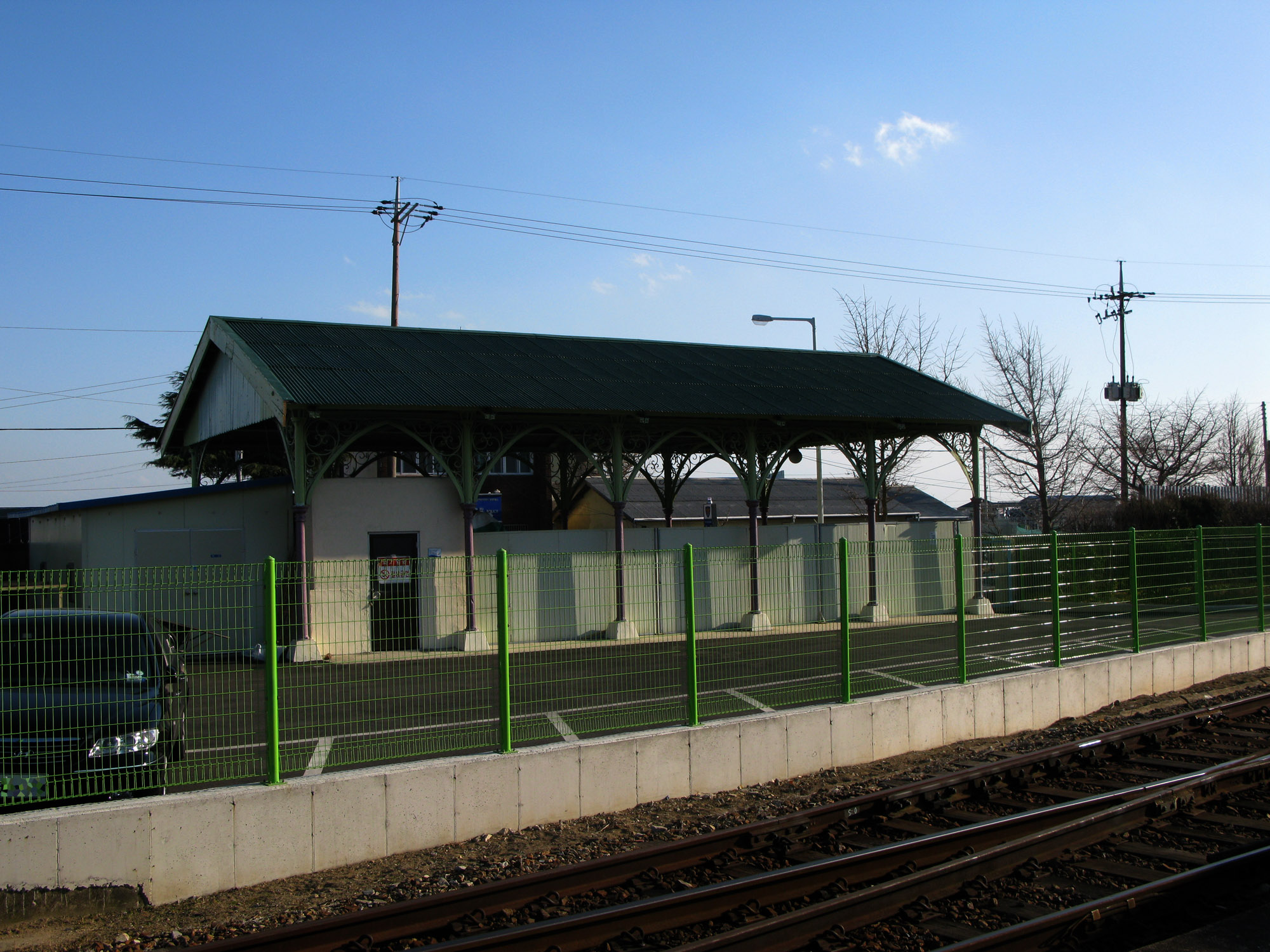
창고(구역사)
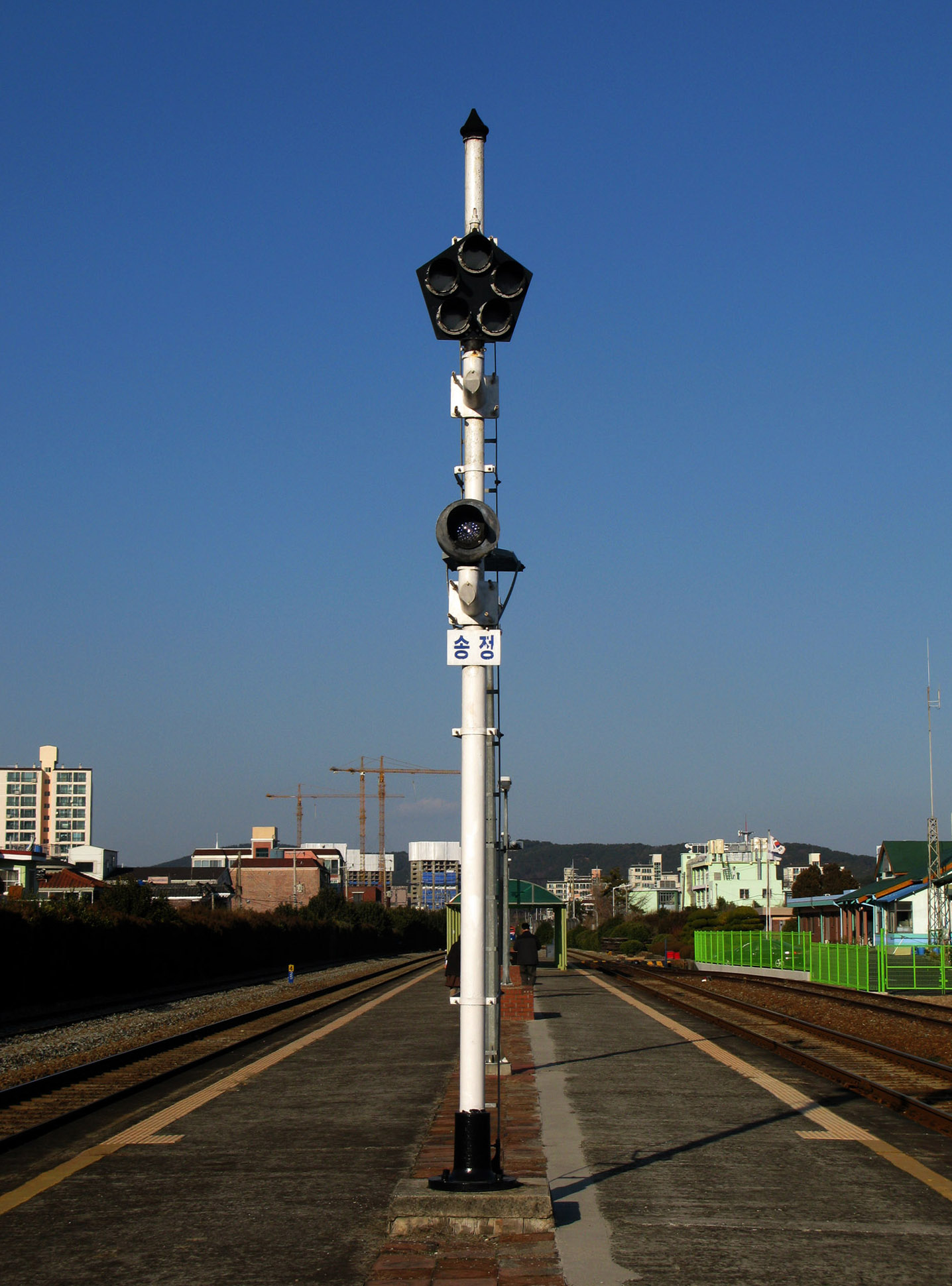
지장물경고신호등(구역사)
철로를 향해서 본 차양의 모습(구역사)
철로를 향해서 본 차양의 모습(구역사)
차양 기둥의 아랫부분(구역사)
구.송정역 오른편 모습
캐노피 내부 모습(구역사)
정면에 있는 차양 내부 모습(구역사)
창고 기둥의 철골구조 장식(구역사)
창고 기둥의 아랫부분(구역사)
창고의 천장(구역사)

## 인접한 역
| 동해선                  | 동해선            | 동해선                    |
| ----------------------- | ----------------- | ------------------------- |
| K120 신해운대 부전 방면 | ● 동해선 광역전철 | K122 오시리아 태화강 방면 |

## 참고 자료
- 2006년 등록문화재 등록조사보고서, 문화재청, 2010년 5월 24일, 302면~305면
- 한국의 간이역, 인물과사상사, 임석재, 2009, 356~367면